# Kozino (wołost Michajłowskaja)
Kozino (ros. Козино) – wieś (ros. деревня, trb. dieriewnia) w zachodniej Rosji, w wołoscie Michajłowskaja (osiedle wiejskie) rejonu łokniańskiego w obwodzie pskowskim.

## Geografia
Miejscowość położona jest nad Łoknią, 1,5 km od drogi regionalnej A-122, 13 km od centrum administracyjnego osiedla wiejskiego (Michajłow Pogost), 4 km od centrum administracyjnego rejonu (Łoknia), 158 km od stolicy obwodu (Psków).

## Demografia
W 2010 r. miejscowość zamieszkiwało 20 osób.